# Lejops barbiellinii
Lejops barbiellinii är en tvåvingeart som först beskrevs av Ceresa 1934.  Lejops barbiellinii ingår i släktet sävblomflugor, och familjen blomflugor. Inga underarter finns listade i Catalogue of Life.